# Navette RER
De Navette RER ("RER pendel") is een netwerk van lokale (stads)busdiensten in de Belgische provincie Waals-Brabant, dat uitgevoerd wordt door  TEC. De financiering van de lijnen gebeurt vooral door lokale overheden.
Het betreft hier busvervoer in de plaatsen Terhulpen, Rixensart en Genval dat aansluiting geeft op het Gewestelijk ExpresNet (Réseau express régional, RER) van Brussel.

## Geschiedenis
In 1998 werd de eerste lijn opgestart in Terhulpen om twee wijken te kunnen ontsluiten en een verbinding te kunnen bieden met het treinstation. Het doel van deze lijn was om de parkeerplaatsen rondom het station te kunnen verminderen en overlast van auto's te reduceren. Na het succes van de lijn in Terhulpen werden in 2006 twee soortgelijke lijnen opgericht in Genval en Rixensart.
In 2014 kwamen de lijnen in problemen door teruglopende belangstelling. Hierdoor werden in Genval en Rixensart maatregelen genomen door onder andere het vergroten van de blauwe zone rondom het station, zodat forensen in een betaald parkeerzone hun auto moeten plaatsen en het opstarten van een campagne. Ook werden de lijnen voortaan gratis.
In de loop der jaren zijn de routes en frequenties verschillende keren gewijzigd, maar het basisprincipe bleef iedere keer gelijk.

### Netwerk
Hieronder een overzicht van de lijnen die onder het Navette RER-netwerk vallen.
| Lijn | Plaats    | Traject                                                                                | Frequentie                 | Opmerking |
| ---- | --------- | -------------------------------------------------------------------------------------- | -------------------------- | --------- |
| 10   | Terhulpen | Gare - Sorbiers - Gare - Bois Jacob - Gare                                             | 1x per 1/2 uur in de spits |           |
| 14   | Rixensart | Gare - Route Provinciale - Bourgeois - Avenue de l’Europe - Avenue des Pèlerins - Gare | 1x per 1/2 uur in de spits |           |
| 15   | Rixensart | Gare - Place Communale - Gare - Eglise - Gare                                          | 1x per uur in de spits     |           |

## Wagenpark
Speciaal voor het netwerk worden enkele midibussen gebruikt. De bussen worden integraal ingezet vanuit de stelplaats Chastre.

### Huidig wagenpark
| Serie       | Aantal | Fabrikant     | Type    | Opmerking                                                                                                |
| ----------- | ------ | ------------- | ------- | --- |
| 6.929       | 1      | UNVI          | Cidade  | |
| 6.942       | 1      | Marcopolo     | Senior  | Voormalig TEC Luik-Verviers 5.133 Rijdt op de dienst van Rixensart                                       |
| 6.943       | 1      | Mercedes-Benz | Vario   | Gehuurd van Autobus de Genval Rijdt op de dienst van Rixensart                                           |
| 6.950-6.953 | 4      | Van Hool      | newA309 | 6.950-6.951 worden ingezet op de dienst van Terhulpen 6.952-6.953 worden ingezet op de dienst van Genval |

### Voormalig wagenpark
| Serie       | Aantal | Fabrikant | Type   | Opmerking                                    |
| ----------- | ------ | --------- | ------ | -------------------------------------------- |
| 6.921-6.923 | 3      | Q-bus     | Q96    | Reden voornamelijk op de dienst in Terhulpen |
| 6.925-6.928 | 4      | UNVI      | Cidade |                                              |